# Absorción (óptica)

Espectros de transmisión de la atmósfera. En el visible, las pérdidas se derivan principalmente de la dispersión de Rayleigh, mientras que en el infrarrojo, provienen de la absorción.

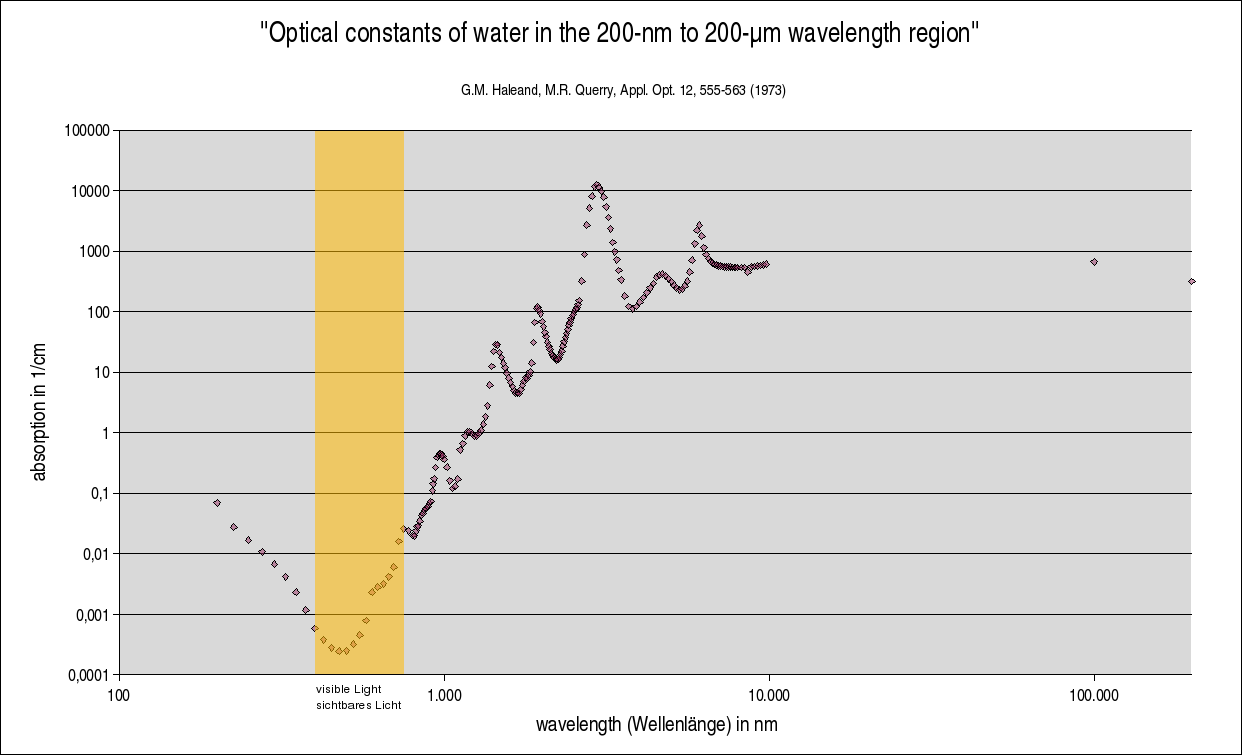
coeficiente de absorción de agua en cm ^{-1}.

En física, la absorción de la radiación electromagnética es el proceso por el cual dicha radiación es captada por la materia. Cuando la absorción se produce dentro del rango de la luz visible, recibe el nombre de absorción óptica. Esta radiación, al ser absorbida, puede, bien ser reemitida o bien transformarse en otro tipo de energía, como calor o energía eléctrica.
En general, todos los materiales absorben en algún rango de frecuencias. Aquellos que absorben en todo el rango de la luz visible son llamados materiales opacos, mientras que si dejan pasar dicho rango de frecuencias se les llama transparentes. Es precisamente este proceso de absorción y posterior reemisión de la luz visible lo que da color a la materia.

## Información general
Cuando la energía asociada a un fotón es mayor a la brecha de energía del material en el cual esté incidiendo, el fotón será absorbido por el material. Sin embargo, el electrón pasará a un estado de sobreexcitación, por lo que posteriormente el par electrón-hueco, se relajará liberando la energía excedente, en forma de energía térmica.
En cambio, cuando la energía del fotón es igual a la brecha de energía, el par electrón-hueco, absorberá dicho fotón, pero no existirá liberación de energía térmica.
Por último, cuando la brecha de energía es mayor a la energía del fotón, los portadores de carga no absorberán el fotón y pasará a través del material sin interactuar con él.

## Nivel microscópico
A nivel de los fotones (cuantos de luz), la absorción es el fenómeno por el cual la energía de un fotón es tomada por otra partícula, como por ejemplo un átomo cuyos electrones de valencia efectúan una transición entre dos niveles de energía electrónica. El fotón resulta entonces "destruido" en la operación, la energía electromagnética es absorbida y convertida en energía electrónica, (esta absorción completa del fotón solo puede darse si el electrón forma parte de un átomo, un electrón libre nunca puede absorber el fotón, solo dispersarlo).
Esta energía electrónica absorbida por el átomo se puede volver a transformar en diferentes formas de energía:
- Energía electromagnética por emisión de fotones.
- Vibración de la partícula (mayor energía cinética de la partícula) lo que se traduce a nivel macroscópico en un aumento de la temperatura (energía electromagnética que se transforma en energía interna).
- Fonón (agitación en una red cristalina en un cristal).
- Plasmón (oscilación colectiva de electrones en un metal).

Ver espectroscopia y espectro electromagnético.

### Absorción en semiconductores
Para que se produzca el proceso de absorción en un semiconductor debe ocurrir que la energía del fotón (ℏω, siendo ω la frecuencia del fotón) sea comparable al gap de energía Eg del material. En ese caso, la absorción provoca la cesión de un electrón desde la banda de valencia hacia la banda de conducción. La ausencia del electrón en la banda de valencia provoca la creación de un hueco en la misma, el cual puede ser tratado de manera efectiva como una nueva partícula que se asemeja a un electrón con carga positiva denotado por h+. A todo este proceso se le llama transición de interbanda y es de gran importancia, ya que, entre otras cosas, da lugar a electrones que contribuyen a la conductividad σ del material. En concreto, esperamos que la σ(ω) (la parte real) de un material generada por una de estas transiciones exhiba un umbral de energía igual a {\displaystyle E_{g}}.
Estas transiciones pueden ser o bien indirectas o directas, dependiendo de si van acompañadas o no de una transferencia de momento. Las transiciones indirectas suelen ser generadas por la interacción con fonones. El momento que aporta el fotón al sistema es negligible ya que normalmente se trabaja con ω en el rango del espectro visible, que son 3 órdenes de magnitud más pequeñas que el momento típico de un electrón en un cristal.

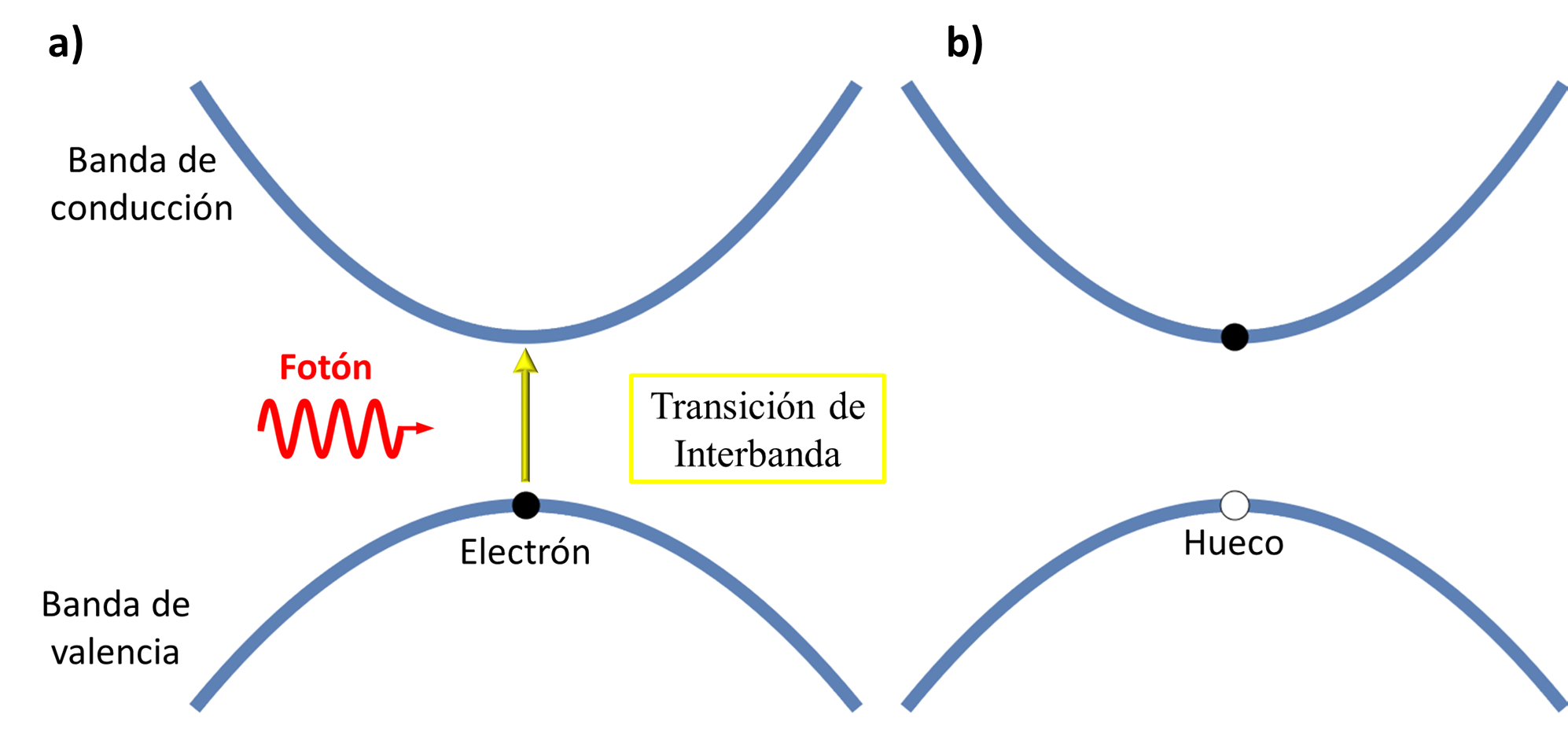
Trasnsición de interbanda. a) El fotón incide sobre el semiconductor. El electrón lo absorve, se excita y pasa a la banda de conducción. b) El resultado de este proceso genera la aparición de un hueco en la banda de valencia

La variable utilizada a la hora de describir y cuantificar este fenómeno es lo que se conoce como tasa de transferencia W. Se define como la probabilidad por unidad de tiempo de que, en este caso, un electrón de la banda de valancia absorba un fotón y transicione a un estado de la banda de conducción. A diferencia de lo que ocurre en un sistema de dos niveles el electrón puede transicionar a un continuo de estados de la banda de conducción. Si el potencial asociado a la luz que recibe el semiconductor se puede considerar como una pequeña perturbación, entonces la Regla de oro de Fermi es aplicable y W se puede expresar como

{\displaystyle W\propto \sum _{ij}|\langle f|{\textbf {e}}\cdot {\hat {\textbf {p}}}|i\rangle |^{2}\delta (E_{f}-E_{i}-\hbar \omega )}

donde {\displaystyle |f\rangle (|i\rangle )} representa el estado final (inicial) del electrón, e es la polarización de la luz, {\displaystyle {\hat {\textbf {p}}}} es el operador momento lineal en 3 dimensiones y {\displaystyle E_{f}} y {\displaystyle E_{i}} son la energía final e inicial asociada a los estados f e i respectivamente.
La suma sobre ij tiene en cuenta todos los estados iniciales que pueden transitar a los distintos estados finales. No obstante, la presencia de la delta de Kronecker restringe esta suma. En particular, {\displaystyle \delta (E_{f}-E_{i}-\hbar \omega )} está íntimamente relacionada con la densidad de estados conjunta, también conocidas como densidad óptica de estados, que describe el número de estados efectivo de la banda de conducción y valencia que pueden dar lugar a la absorción de un fotón por unidad de volumen y por unidad de energía del fotón.
En la expresión matemática de W se puede obviar los factores de Fermi f(E) si se considera que inicialmente la banda de valencia está completamente llena y la de conducción completamente vacía (se puede suponer que la temperatura es de 0 Kelvin y que la energía de Fermi se encuentra en el máximo de la banda de valencia).
Cabe recalcar que no se ha tenido en cuenta efectos excitónicos. La formación de excitones (pares electrón e- hueco h+ que interaccionan coulombianamente  y que pueden ser tratados en conjunto como una nueva entidad propia, una cuasipartícula) da lugar a picos de absorción para energías inferiores a Eg. No obstante, estos efectos suelen ser despreciables a temperatura ambiente pues, en este régimen, la energía térmica suele ser superior a la energía de cohesión del excitón por lo que la quasipartícula se acaba disociando. No obstante, en materiales de baja dimensionalidad (materiales bidimensionales como monocapas de dicalcogenuros de metales de transición o puntos cuánticos) estos efectos se ven amplificados y la presencia de éstos indica interacción y que los niveles de energía se distribuyen discretamente. Esto es debido, entre otras razones, a que el electrón y el hueco se encuentran más cerca el uno del otro, así como el hecho de que la interacción coulombiana no se ve tan apantallada. Para poner un ejemplo, el confinamiento que genera un punto cuántico sobre los excitones da lugar a que la absorción en estos sistemas pueda ser varios órdenes de magnitud superior que en materiales tridimensionales.
Cabe mencionar también que el proceso de absorción puede tener lugar sobre electrones independientemente del momento que posean. Esto es así siempre y cuando la energía del fotón sea lo suficiente como para excitarlo a un nuevo estado de energía disponible. Esto no ocurre en el caso de la emisión. Esto es debido a la relajación térmica, proceso mucho más rápido que la emisión, en el que los electrones y huecos con mucho momento (en inglés llamados hot carriers) termalizan y se sitúan en el mínimo de la banda de conducción y el máximo de la banda de valencia respectivamente. En consecuencia, la energía de la luz emitida suele estar muy relacionada con Eg y describe un comportamiento en función de ω muy distinto al que presenta α(ω). En otras palabras, la absorción de un fotón incidente con energía ℏω puede dar a la emisión de un fotón con una energía distinta ℏω'.

## Nivel macroscópico
En términos del electromagnetismo clásico, la absorción es el fenómeno por el cual los materiales no transparentes (α ≠ 0) atenúan cualquier onda electromagnética que pasa por ellos, la energía absorbida se convierte en calor (efecto Joule). 
El fenómeno de absorción se relaciona con el fenómeno de la dispersión por las relaciones de Kramers-Kronig.

## Aspecto práctico
Para la mayoría de las sustancias, la tasa de absorción varía con la longitud de onda de la luz incidente, lo que lleva a la aparición del color en los pigmentos que absorben ciertas longitudes de onda, pero no para otras. Por ejemplo, con la luz blanca incidente, un objeto que absorbe las longitudes de onda en el azul, verde y amarillo, aparecerá en rojo. Un material negro absorbe todas las longitudes de onda visible (convertidas en calor) mientras que un material blanco las reflejará. 
Investigadores del Instituto Politécnico Rensselaer han creado un material basado en nanotubos de carbono que puede absorber el 99,955% de la luz.